# Unghürhörner
Unghürhörner är en bergstopp i Schweiz.   Den ligger i regionen Prättigau/Davos och kantonen Graubünden, i den östra delen av landet, 200 km öster om huvudstaden Bern. Toppen på Unghürhörner är 2 994 meter över havet, eller 224 meter över den omgivande terrängen. Bredden vid basen är 1,3 km.
Terrängen runt Unghürhörner är varierad. Närmaste större samhälle är Davos, 13,4 km väster om Unghürhörner. 
Trakten runt Unghürhörner består i huvudsak av gräsmarker. Runt Unghürhörner är det mycket glesbefolkat, med 3 invånare per kvadratkilometer.